# Hans von Dörnberg (Marschall)
Hans von Dörnberg, auch als „der Ältere“ bezeichnet (* um 1380; † 1438), war ein hessischer Adliger, landgräflich-hessischer Marschall, spätestens ab 1403 Amtmann des Amts Homberg in Homberg (Efze), von 1416 bis 1421 erster Amtmann auf der 1415/16 erbauten Burg Ludwigstein und im Amt Witzenhausen und danach Amtmann auf der Allerburg im Eichsfeld.

## Leben
Hans von Dörnberg entstammte dem hessischen Uradelsgeschlecht derer von Dörnberg. Im Dienst der hessischen Landgrafen Hermann II. und Ludwig I. war er mindestens ab 1403 Amtmann in Homberg und wurde in der Folge auch landgräflicher Marschall. Als Landgraf Ludwig I. ab Sommer 1415 zum Schutz der im Tal der Werra verlaufenden Handelsstraße und der umstrittenen Grenze gegenüber dem kurmainzischen Eichsfeld und der kurmainzischen Burg Hanstein die Burg Ludwigstein erbauen ließ, war Dörnberg wohl bereits bei der Vorbereitung der Baumaßnahmen und der Anschaffung der wichtigsten Ausstattung beteiligt; bereits die erste Inventarliste aus dem Jahr 1416 enthält detailliert alles für das tägliche Leben Notwendige, wie Küchengerät, Betten, Waffen und sogar Esel für die Versorgung mit Brauchwasser. Bereits am 28. April 1416 bestellte der Landgraf seinen Marschall Hans von Dörnberg zum Amtmann des Amts Witzenhausen mit Amtssitz auf der Burg Ludwigstein, verantwortlich für die umliegenden Dörfer und das gesamte Amt Witzenhausen. Diese erste Berufung belief sich auf zwei Jahre und war mit der Lieferung von 13 Malter Korn, 20 Malter Hafer, 7 Fuder Bier und 20 Seiten Fleisch verbunden, ebenso mit Ländereien und Einkünften in den Dörfern Oberrieden, Wendershausen, Hilgershausen, Hundelshausen, Weißenbach, Roßbach, Kleinalmerode, Bischhausen und der Stadt Witzenhausen. Dörnberg war verpflichtet, mit Frau und Gesinde auf der Burg zu wohnen und bei seinem Abzug Hausrat und Waffen vollzählig wieder zu übergeben.
Spätestens im Oktober 1421 wechselte Dörnberg als hessischer Amtmann auf die Allerburg, wobei er vom hessischen Kammerschreiber Geld erhielt, um Tuch für das Gesinde auf der Allerburg zu kaufen. Bereits 1424 wird dann ein Hermann von Grone als Vogt auf der Allerburg genannt, was auf eine Ablösung Dörnbergs hindeutet. Er blieb allerdings noch bis mindestens April 1437 im Dienst des Landgrafen, wobei unklar ist, in welcher Funktion.
1438 wird Hans von Dörnberg noch einmal urkundlich erwähnt, als Landgraf Ludwig I. die seit 1379 von seinem Vater an die Familie von Dörnberg verpfändete Burg Altenstein von ihm wieder einlöste.

## Ehe und Nachkommen
Hans von Dörnberg war verheiratet mit Lena von Neter. Unter den vier der Ehe entsprossenen Söhne war als jüngster Hans von Dörnberg d. J. (1427–1506), der in landgräflichem Dienst zum Hofmeister, Statthalter und zeitweise zum de-facto-Regenten der Landgrafschaft aufstieg.